# 2311 El Leoncito
2311 El Leoncito è un asteroide della fascia principale del diametro medio di circa 53,14 km. Scoperto nel 1974, presenta un'orbita caratterizzata da un semiasse maggiore pari a 3,6411861 UA e da un'eccentricità di 0,0453363, inclinata di 6,60952° rispetto all'eclittica.